# جورج أ. غرانت
جورج أ. غرانت (بالإنجليزية: George A. Grant)‏ هو مصور أمريكي، ولد في 1891 في ميلتون في الولايات المتحدة، وتوفي في 1964.

## معرض صور

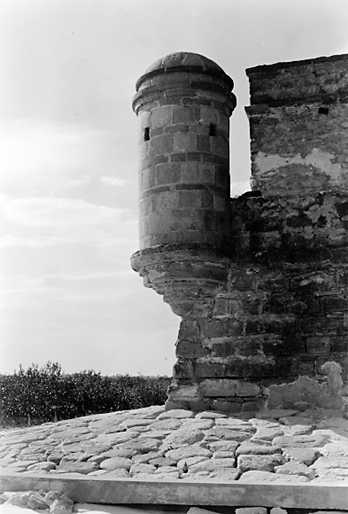
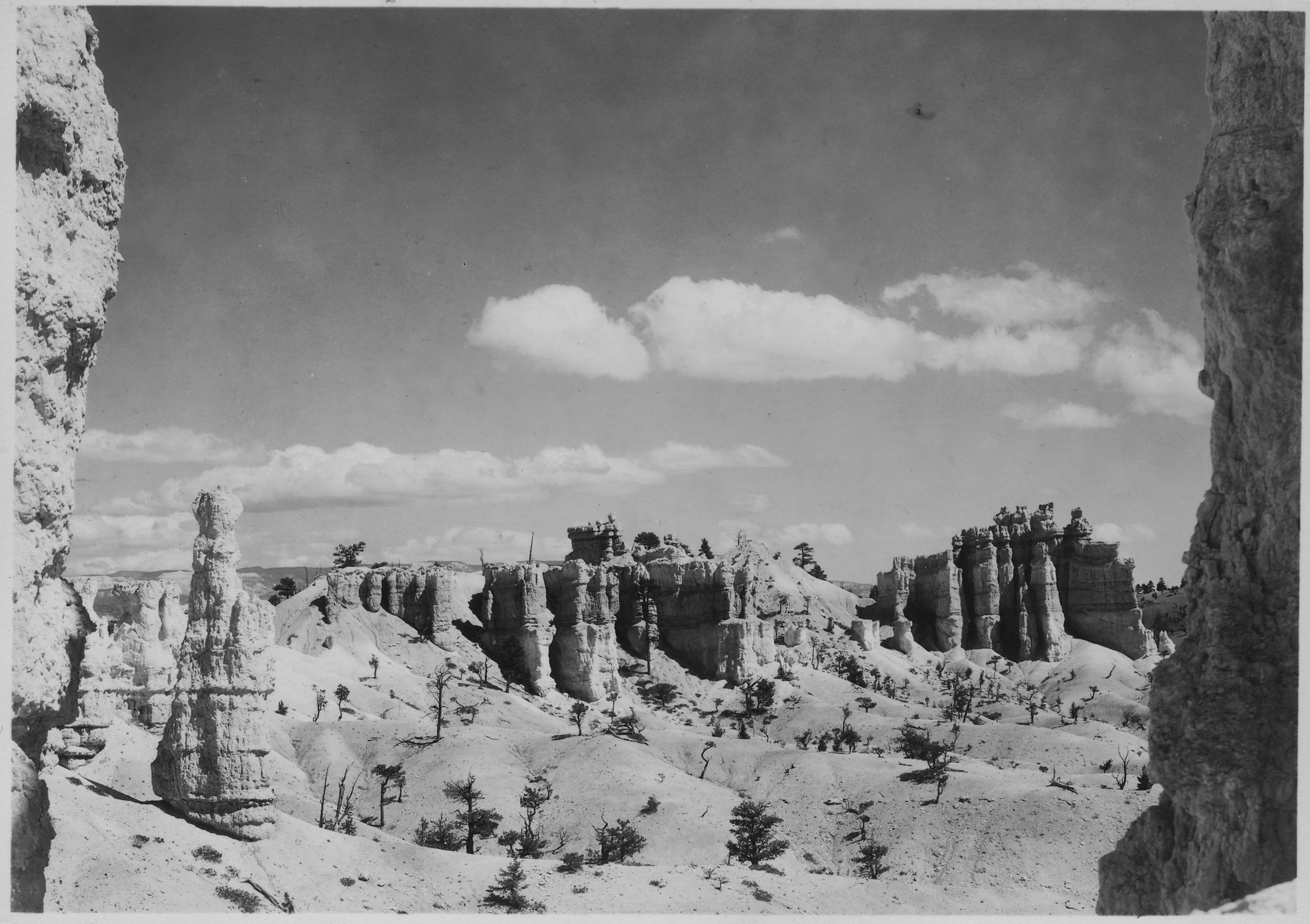
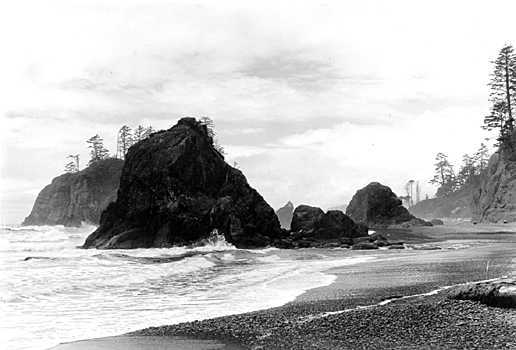